# Sampo (Unternehmen)
Sampo Oyj ist ein Finanzunternehmen aus Finnland. Der Hauptsitz befindet sich in Helsinki. Sampo ist im Finanzindex OMX Helsinki 25 gelistet. Das Unternehmen gehört zu den größten in Finnland.

## Geschichte und Hintergrund
Sampo gründete sich 1909 als Versicherungsverein auf Gegenseitigkeit. 1987 wandelte sich das Unternehmen zur Aktiengesellschaft, bei der die bisher knapp 700.000 Versicherungsnehmer zu Aktionären wurden, und ging im folgenden Jahr an die Börse. Ende 1993 vereinbarte der Versicherer eine Kooperation mit dem Bankhaus Kansallis-Osake-Pankki, dessen Versicherungstochter Vahinko-Kansa er im Gegenzug für 9,9 % der Unternehmensanteile übernahm.
Ab Januar 1997 wurden Sampo-Aktien an der Börse München auch in Deutschland gehandelt, seinerzeit hatte das Unternehmen in Finnland gemessen an den Bruttoprämieneinnahmen bei Lebensversicherungen einen Marktanteil von rund 20 Prozent und im Nichtleben-Bereich von rund 33 Prozent. 1999 expandierte das Unternehmen, das mit der holländischen Tochter Sampo Industrial bereits im deutschen Markt vertreten war, sein Versicherungsgeschäft in Deutschland, als das Deutschlandgeschäft der französischen Allianz-Tochter AGF übernommen wurde.
Im Jahr 2000 wandelte sich das Unternehmen zur Allfinanzgruppe, als es mit dem vormals staatlichen Bankhaus Leonia fusionierte. Dabei Übernahm der finnische Staat 43 % der Anteile am neuen Unternehmen mit dem Namen Sampo-Leonia, die jedoch sukzessive auf maximal 20 % reduziert werden sollten. Zeitgleich übernahm der Versicherer eine Kapitalbeteiligung in Höhe von 23,6 % am Wettbewerber Pohjola von der schwedischen Versicherungsgruppe Skandia. Auf die Übernahme dieses Anteils wird das Scheitern der Teilnahme der Pohjola an der neu gegründeten, in Schweden ansässigen skandinavischen Versicherungsgruppe If Skadeförsäkring zurückgeführt. Im Februar 2001 verkündete das Unternehmen eine strategische Neuausrichtung, in deren Zug es sich in Sampo rückumbenannte und sich von kleineren Geschäftstätigkeiten in einzelnen Ländern – darunter auch Deutschland und Großbritannien – zurückzog. Im Gegenzug gab das Unternehmen im Mai ein Angebot für die norwegische Versicherungsgruppe Storebrand ab. Mitbieter Den norske Bank stockte daraufhin kurze Zeit später seinen bereits bestehenden Anteil auf knapp unter 10 % auf, im Juli genehmigte die EU-Kommission kurz nach Bekanntgabe, dass über 83,5 % der Aktionäre das Angebot angenommen hätte, jedoch die Übernahme unter Auflagen. Unter Einfluss der norwegischen Politik auf die staatliche Den norske Bank, die zu keinen Verhandlungen über die Veräußerung ihrer Anteile bereit war, scheiterte die Übernahme jedoch mit Ablauf der Angebotsfrist Ende September des Jahres.
Nach der geplatzten Stroebrandübernahme brachte Sampo ihr Nichtlebensversicherungsgeschäft in die If Skadeförsäkring ein und erhielt im Gegenzug knapp 38 % der Anteile. 2004 übernahm Sampo die Mehrheit an der schwedischen Versicherungsgruppe.  Im November 2006 wurde bekannt, dass der Bankenbereich von Sampo für zirka 4,4 Milliarden Euro an die Danske Bank aus Dänemark verkauft wurde. Hierdurch verlagerte sich der Schwerpunkt des Unternehmens zurück auf seine Versicherungsbranche. Später machte die estnische Tochtergesellschaften Schlagzeilen, als über das Institut zwischen 2007 und 2015 durchgeführte milliardenschwere Geldwäsche aufgedeckt wurde und daher Vorstandschef Thomas Borgen 2018 seinen Posten bei der Danske Bank räumen musste.
Im Zuge der isländischen Bankenkrise musste die Investmentholding Exista 2008 ihren Anteil von 20 % an Sampo veräußern, zudem verkaufte sie 8,7 Prozent am norwegischen Versicherer Storebrand.
Sampo gründete 1988 zusammen mit anderen Unternehmen Citycon.